# Parigi-Roubaix 1934
La Parigi-Roubaix 1934, trentacinquesima edizione della corsa, si svolse il 1º aprile 1934 su un percorso di 255 km con partenza ad Argenteuil e arrivo a Roubaix. Fu vinta dal belga Gaston Rebry, giunto al traguardo con il tempo di 7h52'07" alla media di 32,415 km/h davanti ai connazionali Jean Wauters e Frans Bonduel; il francese Roger Lapébie, inizialmente vincitore, fu squalificato per cambio di bicicletta irregolare. Conclusero la prova, organizzata da L'Auto, 54 dei 120 ciclisti al via.

## Percorso
Il percorso prese il via da Argenteuil e attraversò nell'ordine Pontoise (km 17,7), Méru (km 40,7), Beauvais (km 66,2), Breteuil (km 96,2), Amiens (km 128,2), Doullens (km 158,2), Arras (km 190,7), Hénin-Liétard (km 211,7) e Seclin (km 230,7). Il traguardo era posto, dopo 255 km di gara, sull'Avenue des Villas a Roubaix.

## Squadre e corridori partecipanti
Si iscrissero alla prova 138 ciclisti, in rappresentanza di 15 squadre di marca o a titolo individuale. Di questi, presero il via in 120, mentre 18 non punzonarono. Come favorito principale per la vittoria veniva indicato il belga Alphons Schepers, seguito da Roger Lapébie e Gaston Rebry.
| N.       | Cod. | Squadra                   |
| -------- | ---- | ------------------------- |
| 1, 18-25 | -    | Alcyon-Dunlop             |
| 3-17     | -    | Génial Lucifer-Hutchinson |
| 27-31    | -    | La Française-Dunlop       |
| 32-33    | -    | Thomann-Dunlop            |
| 34-36    | -    | Armor-Dunlop              |
| 37-39    | -    | Labor-Dunlop              |
| 40-55    | -    | Dilecta-Wolber            |
| 56-58    | -    | De Dion-Bouton-Wolber     |

| N.      | Cod. | Squadra                      |
| ------- | ---- | ---------------------------- |
| 59-65   | -    | France Sport-Wolber          |
| 67-78   | -    | Francis Pélissier-Hutchinson |
| 79-90   | -    | Oscar Egg-Hutchinson         |
| 91-96   | -    | Helyett-Hutchinson           |
| 97-101  | -    | Ruche-Hutchinson             |
| 103-109 | -    | Delangle-Wolber              |
| 110-118 | -    | Automoto-Hutchinson          |
| 119-137 | -    | Individuali                  |

## Ordine d'arrivo (Top 10)
| Pos. | Corridore         | Squadra        | Tempo    |
| ---- | ----------------- | -------------- | -------- |
| 1    | Gaston Rebry      | Alcyon         | 7h52'07" |
| 2    | Jean Wauters      | Thomann        | a 5"     |
| 3    | Frans Bonduel     | Dilecta        | a 3'32"  |
| 4    | René Le Grevès    | Armor          | a 4'21"  |
| 5    | André Godinat     | Dilecta        | s.t.     |
| 6    | Alphons Schepers  | La Française   | a 8'02"  |
| 7    | Romain Maes       | Labor          | s.t.     |
| 8    | Louis Hardiquest  | La Française   | s.t.     |
| 9    | Raymond Louviot   | Génial Lucifer | a 8'13"  |
| 10   | Alfred Hamerlinck | Dilecta        | a 8'30"  |